# تلمبه امام‌قلی خلج
تلمبه امام‌قلی خلج یک منطقهٔ مسکونی در ایران است که در دهستان حنا ، شهرستان بختگان ، استان فارس در ایران واقع شده‌است. تلمبه امام‌قلی خلج ۳۲ نفر جمعیت دارد.